# Goodbye to the Island
A Goodbye to the Island Bonnie Tyler negyedik és egyben utolsó nagylemeze amelyet az RCA Recordsnál készített.

## Az albumról
Bonnie Tyler 1981-es nagylemezével nem ért el akkora sikereket, mint előző albumaival. Ennek egyrészt az volt az oka, hogy ez a retro, country-rock stílus kezdett háttérbe szorulni a helyébe lépő rockosabb zenei irányzattal szemben. Egyedül a Sitting on the Edge of the Ocean című dalával ért el figyelemreméltó sikert, amikor Japánban a Yamaha World Popular Song fesztiválon Arany Medál díjjal jutalmazták. A dalt később Bonnie spanyol nyelven is lemezre énekelte, amely a Dél Amerikai kislemezeken kaptak helyet. Az albumra felkerült egy Procol Harum feldolgozás, a A Whiter Shade of Pale is. Ezzel az albummal véget ért Bonnie Tyler country rock stílusa és az RCA Records-szal való közös munkája is.
Az album bakelitlemezen és audió kazettán jelent meg az RCA kiadó gondozásában és csak 1991-ben jelent meg CD lemezen. 2010 február 15-én a brit Cherry Music felújított hangzással és 3 bónusz dallal adja ki az albumot.

## Dalok
| #  | Dalcím                           | Zeneszerző                 | Producer                    | Hossz |
| -- | -------------------------------- | -------------------------- | --------------------------- | ----- |
| 1  | I'm Just A Woman                 | Ronnie Scott / Steve Wolfe | Ronnie Scott / Steve Wolfe  | 5:08  |
| 2  | We Danced On The Ceiling         | Ronnie Scott / Steve Wolfe | Ronnie Scott / Steve Wolfe  | 4:58  |
| 3  | Wild Love                        | Ronnie Scott / Steve Wolfe | Ronnie Scott / Steve Wolfe  | 4:37  |
| 4  | The Closer You Get               | Ronnie Scott / Steve Wolfe | Ronnie Scott / Steve Wolfe  | 4:23  |
| 5  | Sometimes When We Tuch           | Ronnie Scott / Steve Wolfe | Ronnie Scott / Steve Wolfe] | 3:50  |
| 6  | Goodbye To The Island            | Ronnie Scott / Steve Wolfe | Ronnie Scott / Steve Wolfe  | 4:19  |
| 7  | Wild Side Of Life                | Ronnie Scott / Steve Wolfe | Ronnie Scott / Steve Wolfe  | 3:13  |
| 8  | Whiter Shade Of Pale             | Ronnie Scott / Steve Wolfe | Ronnie Scott / Steve Wolfe  | 4:29  |
| 9  | Sitting On The Edge Of The Ocean | Ronnie Scott / Steve Wolfe | Ronnie Scott / Steve Wolfe  | 3:15  |
| 10 | I Believe In Your Sweet Love     | Ronnie Scott / Steve Wolfe | Ronnie Scott / Steve Wolfe  | 4:22  |

|   |                                             | UK kiadás 2010 (Remastered) |                            |      |
| - | ------------------------------------------- | --------------------------- | -------------------------- | ---- |
| 1 | Come On, Give Me Loving                     | Ronnie Scott / Steve Wolfe  | Ronnie Scott / Steve Wolfe | 3:50 |
| 2 | Get Out Of My Head                          | Ronnie Scott / Steve Wolfe  | Ronnie Scott / Steve Wolfe | 3:42 |
| 3 | I Believe In Your Sweet Love Single Version | Ronnie Scott / Steve Wolfe  | Ronnie Scott / Steve Wolfe | 3:33 |

## Kislemez

### I'm Just a Woman "7 single
| #   | Dalcím                           | Zeneszerző                 | Producer                   | Hossz |
| --- | -------------------------------- | -------------------------- | -------------------------- | ----- |
| A/1 | I'm Just A Woman                 | Ronnie Scott / Steve Wolfe | Ronnie Scott / Steve Wolfe | 5:08  |
| B/1 | Sitting On The Edge Of The Ocean | Ronnie Scott / Steve Wolfe | Ronnie Scott / Steve Wolfe | 3:15  |

### Goodbye to the Island "7 single
| #   | Dalcím                | Zeneszerző                 | Producer                   | Hossz |
| --- | --------------------- | -------------------------- | -------------------------- | ----- |
| A/1 | Goodbye to the Island | Ronnie Scott / Steve Wolfe | Ronnie Scott / Steve Wolfe | 3:25  |
| B/1 | Whiter Shade Of Pale  | Ronnie Scott / Steve Wolfe | Ronnie Scott / Steve Wolfe | 4:25  |

### Sitting on the Edge of the Ocean "7 single (Japán)
| #   | Dalcím                           | Zeneszerző                 | Producer                   | Hossz |
| --- | -------------------------------- | -------------------------- | -------------------------- | ----- |
| A/1 | Sitting on the Edge of the Ocean | Ronnie Scott / Steve Wolfe | Ronnie Scott / Steve Wolfe | 3:15  |
| B/1 | Come On Give Me Loving           | Ronnie Scott / Steve Wolfe | Ronnie Scott / Steve Wolfe | 4:25  |

### Sitting on the Edge of the Ocean "7 single (Argentína)
| #   | Dalcím                                                      | Zeneszerző                 | Producer                   | Hossz |
| --- | ----------------------------------------------------------- | -------------------------- | -------------------------- | ----- |
| A/1 | Sola A La Orilla Del Mar (Sitting on The Edge of The Ocean) | Ronnie Scott / Steve Wolfe | Ronnie Scott / Steve Wolfe | 3:15  |
| B/1 | Ven Y Dame Amor (Come On, Give Me Loving)                   | Ronnie Scott / Steve Wolfe | Ronnie Scott / Steve Wolfe | 3:20  |

### Sitting on the Edge of the Ocean "7 single (Spanyolország)
| #   | Dalcím                                                      | Zeneszerző                 | Producer                   | Hossz |
| --- | ----------------------------------------------------------- | -------------------------- | -------------------------- | ----- |
| A/1 | Sola A La Orilla Del Mar (Sitting on The Edge of The Ocean) | Ronnie Scott / Steve Wolfe | Ronnie Scott / Steve Wolfe | 3:15  |
| B/1 | Baby I Just Love You (Cariño Sólo Te Quiero)                | Ronnie Scott / Steve Wolfe | Ronnie Scott / Steve Wolfe | 3:50  |

## Toplista
| Goodbye To The Island | Csúcspozíció |
| --------------------- | ------------ |
| Norvégia              | 38           |